# Descarboxilasa

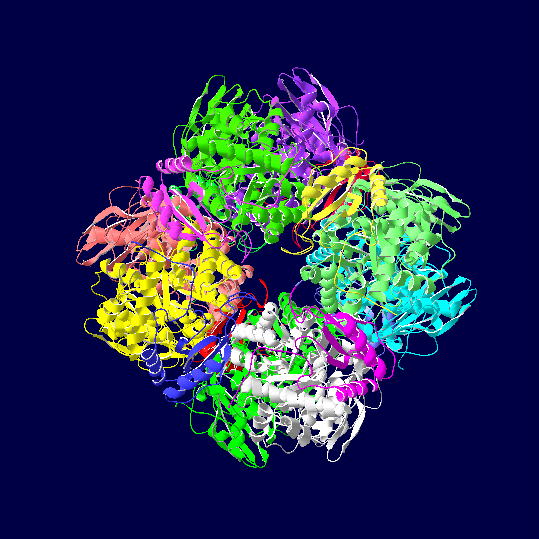
Carboxi-liasa

Las carboxi-liasas, también conocidas como descarboxilasas, son liasas carbono-carbono que agregan o quitan (dependiendo de si está favorecida la reacción directa o la inversa) grupos carboxilo de diferentes compuestos orgánicos. Estas enzimas catalizan la descarboxilación de aminoácidos, beta-cetoácidos y alfa-cetoácidos.

## Clasificación y nomenclatura
Las carboxi-liasas se encuentran categorizadas bajo los números EC 4.1.1.-
Por lo general se nombran de acuerdo al sustrato de la reacción de descarboxilación que catalizan, por ejemplo la piruvato descarboxilasa cataliza la descarboxilación del piruvato.

## Ejemplos
- L-Aminoácido aromático descarboxilasa
- Glutamato descarboxilasa
- Histidina descarboxilasa
- Ornitina descarboxilasa
- Fosfoenolpiruvato carboxilasa
- Piruvato descarboxilasa
- RuBisCO – la única carboxilasa que produce una fijación neta de dióxido de carbono.
- Uridina monofosfato sintetasa
- Uroporfirinógeno III descarboxilasa